# Wityng
Wityng (prus. wītingis) – możny pruski (staropruski), nobil, szlachcic, konny wojownik.
Pojęcie językowo pokrewne słowiańskiemu witeziowi oznaczającemu wojownika, zwycięzcę, bohatera.
Dokument komtura królewieckiego z 10 sierpnia 1299 roku dotyczący Sambii wymienia prawie setkę starych (starożytnych) wityngów (antiqui witingi), którzy dochowali wierności zakonowi krzyżackiemu w czasie II powstania pruskiego i innych wydarzeń lub przeszli na jego stronę w czasie walk.
W państwie krzyżackim, jako tak zwani wolni Prusowie, otrzymywali nadania ziemskie i byli powoływani do służby wojskowej (wykorzystywani m.in. w oddziałach zwiadowczych i do służby informacyjnej).